# ヴァルドア級
ヴァルドア級（-きゅう、Valdore class）は、アメリカのSFドラマ『スタートレック』シリーズに登場するロミュラン帝国軍所属宇宙艦の級名。

## 概要
地球暦2370年代頃から登場したロミュラン帝国軍の新型ウォーバード。デイダリデックス級のような大型艦ではなく、惑星連邦宇宙艦隊のソヴェリン級より全長が短い中型艦である。デイダリデックス級の腹面船体を取り除き、全体的なフォルムをシャープにしたような外見をしている。クリンゴン帝国防衛軍のバード・オブ・プレイに似た翼を広げた猛禽類のようなデザインで、左右ウィングの端に下向きにワープナセルが接続されている。ディスラプターキャノン・タレット、光子魚雷ランチャー、遮蔽装置を装備。デイダリデックス級と同様に、船体は緑色。

## ヴァルドア級ウォーバード一覧
I.R.W.ヴァルドア（I.R.W.Valdore）
ドナトラ司令官の指揮。地球暦2379年、シンゾンの政変に際し帝国をレムス人の支配から守るため、ジャン＝リュック・ピカード大佐指揮のU.S.S.エンタープライズEと共闘する。船名は地球暦22世紀中頃のロミュラン艦隊提督・元評議員、ヴァルドアに由来。

## モガイ級
地球暦2409年が舞台の『Star Trek Online』では、このクラスはモガイ級であるとされている。デザインは同一だが原作シリーズとは違い、クリンゴン帝国防衛軍のバード・オブ・プレイや惑星連邦宇宙艦隊のディファイアント級なみの高機動が可能。なおレムス人も同クラスのウォーバードを運用しており、ロミュランのものに比べて船体の色が暗い。
I.R.W.アジュルムル　I.R.W. Aj'rmr
ピラタス星系でボーグ・スフィアの残骸を回収する任務中、宇宙艦隊船と遭遇し交戦、撃沈される。
I.R.W.アレイニー　I.R.W. Areinnye
タエラス司令官の指揮。ボーグテクノロジー研究という機密任務を帯びた特殊科学調査艦。バーガス星系でボーグ艦隊と交戦、多数のボーグ・ドローンが船内へ侵入し同化処置を開始したため自爆を試みるが失敗、やむをえず救難信号を発信する。タエラス司令官以下生存者は駆け付けた宇宙艦隊船のクルーと共闘しボーグを撃退する。タエラス司令官はこの宇宙艦隊クルーらを「全ロミュラン人の友」と評し、これを機会にロミュランと惑星連邦の関係は改善されるだろうと言う。
I.R.W.エセマー　I.R.W. Esemar
トゥヴレア司令官の指揮。ボーグテクノロジーを組み込んだ強化改良型。
I.R.W.エリース　I.R.W.Elieth
ディモラス星系のボーグテクノロジー研究基地に停泊中に宇宙艦隊船の急襲を受け、出港準備が間に合わず撃沈される。
I.R.W.ズディニア　I.R.W.Zdenia
レムス・ウォーバード、オビセク司令官の指揮。レムス・レジスタンスの旗艦。2409年、宇宙艦隊の支援を受けてロミュラン情報機関タルシアーの拠点であるブレア星系に侵攻する。
I.R.W.タシーヴ　I.R.W.Taseiv
ディモラス星系のボーグテクノロジー研究基地に停泊中に宇宙艦隊船の急襲を受け、出港準備が間に合わず撃沈される。
I.R.W.ティラヴァ　I.R.W.Tyrava
ディモラス星系のボーグテクノロジー研究基地に停泊中に宇宙艦隊船の急襲を受け、出港準備が間に合わず撃沈される。
I.R.W.ブラッドフィアー　I.R.W.Bloodfire
ディモラス星系のボーグテクノロジー研究基地に停泊中に宇宙艦隊船の急襲を受け、出港準備が間に合わず撃沈される。
I.R.W.マカー　I.R.W. Makar
ネラル司令官の指揮。ハドリアン星系でボーグ・スフィアの残骸を回収する任務中、宇宙艦隊船と遭遇し交戦、撃沈される。